# オリンポス (漫画)
『オリンポス』は、あきによる日本の漫画。『コミックZERO-SUM』（一迅社）に連載された。単行本は全2巻。2009年にはドラマCDが発売された。

## あらすじ
大国トロイアの若き王子ガニュメデスは、近隣諸国にも知れ渡る程の、光輝く美貌を持っている。その美しさのあまり、オリンポスの神々にいずれ攫われてしまうことを恐れた兄は、ガニュメデスの成人の日に護身用の小刀をプレゼントする。しかし、既にガニュメデスの背後には太陽神アポロンがいた。一瞬にして兄は殺され、攫われたガニュメデスは、「箱庭」と呼ばれる不思議な空間に閉じ込められ、永遠の命を押し付けられてしまう。

## 登場人物
アポロン
声 - 石田彰
主人公の太陽神。ガニュメデスを箱庭に連れてきた張本人。残酷なほどに無邪気で、ガニュメデスの見張り番もかねて暇つぶしに、彼をからかっている。ガニュメデスに永遠の命を与え、出口のない箱庭で脱出を試みる様子を眺めている。見た目は美少女。ポセイドンを鬱陶しがっている。人間はバカで愚かだと思っていたが、ガニュメデスや生贄に差し出されたイリスとの触れ合いで、心に変化が現れる。
ガニュメデス
声 - 小野大輔
今は亡き王国である、トロイアの王子。光輝く美貌がうたわれる青年。アポロンにゼウスの箱庭へ連れ去られ、謎の空間である神の箱庭に閉じ込められた末、永遠の命を押し付けられる。当初はアポロンを憎み、箱庭から出る方法を探していた。非常にネガティブな性格。母親（声 - タルタエリ）がいる。
ゼウス
世界を支配する三兄弟の三男。天空を支配する天帝。箱庭の主。箱庭を作り、ガニュメデスを捕えるよう仕組んだ張本人。一度だけ箱庭に降臨するが、翼で顔は覆われており一言も発さずに天空に戻る。正体は結局最後まで分からないままだった。
ポセイドン
声 - 置鮎龍太郎
世界を支配する三兄弟の次男。海を支配する海神。アポロンを気に入り、彼と行動を共にしたがっている。脳筋。寂しがりやで好奇心旺盛。人間たちの前に容易に姿を現し、出来るだけ強そうに見せようとする。
ハーデス
声 - 森川智之
世界を支配する三兄弟の長男。地を支配する冥王。見た目は、常に不気味な雰囲気をまとっている、角の生えた化け物のような姿をした神。普段は死んだ女のような顔をしているが、その姿は見る者の心によって変わる。アポロンにいつも答えのない質問を繰り返し、意味深な言葉を投げかける。掴みどころのない性格。
アルテミス
声 - 小野涼子
月の女神。アポロンの姉。恐ろしいまでに美しく、アポロンにとって絶対的存在であり良き話し相手。しかし、アポロンが人間のイリスと親しくなっていくにつれ、二人の距離は徐々に遠ざかっていく。
イリス
声 - 寿美菜子
アポロンの生贄に捧げられた少女。名前は虹の女神から。豊作のためにアポロン神殿に差し出された人間の少女。純粋で心優しく、神を崇拝している。逃がそうとするアポロンに対して、それを断り喜んで命を捧げようとする。おしゃべりで活発な性格で、人間嫌いのアポロンの心をすぐに開いてしまう。
ハインツ=シュリーマン
声 - 梶裕貴
ガニュメデスを箱庭から出すことができれば、願いを叶えてやるという条件で、アポロンに箱庭へ連れてこられた青年。遺跡発掘に情熱を燃やしている。ごく普通の人間だが、人一倍真っ直ぐな性格。神の箱庭からガニュメデスを連れ出すことが出来れば、何でも願いを叶えると約束された。ミーナと結婚するのが夢。本名はもっと長い。ガニュメデスには「凡俗」と呼ばれ馬鹿にされている。
ミーナ
声 - 葉山いくみ
ハインツの好きな女性。父親（声 - 町田政則）がいる。

## 作中用語
箱庭
ガニュメデスがアポロンによって閉じ込められた、不思議な空間。出口はなく、頭上には満点の星空が広がり、あたり一面純白の花で埋め尽くされている。

## 書籍情報
1. ISBN 978-4-7580-5370-9
2. ISBN 978-4-7580-5442-3